# 譚広
譚 広（たん こう、1363年 - 1444年）は、明代の軍人。字は仲宏。本貫は鎮江府丹徒県。

## 生涯
洪武初年、兵士から身を立てた。1387年（洪武20年）、馮勝によるナガチュに対する征討に従って、燕山護衛百戸となった。1399年（建文元年）、靖難の変が起こると、譚広は燕王朱棣の起兵に従い、100騎を率いて涿州を攻撃し、将校30人を生け捕りにした。白溝・真定・夾河の戦いで功績を挙げ、指揮使に累進した。保定の留守をつとめた。都督の韓観が保定を攻撃すると、譚広は孤軍で40日あまりにわたって抗戦し、隙をうかがって敵陣を襲撃して撃退した。
1403年（永楽元年）、譚広は大寧都指揮僉事に進んだ。北京城の建設を統括した。のちに神機営を管轄した。1410年（永楽8年）、永楽帝（朱棣）の第一次漠北遠征に従い、驍騎将軍の号を受けた。1413年（永楽11年）、山西で軍の練兵をおこなった。1414年（永楽12年）、永楽帝の第二次漠北遠征に従い、九龍口を攻め、先鋒をつとめた。オイラト兵数万が岸に取りついていたが、譚広は多数の弓を斉射して、敵に大被害を与えた。さらに敵を挟撃して破った。論功により中軍都督僉事に進んだ。
1424年（永楽22年）、洪熙帝が即位すると、譚広は左都督に抜擢され、鎮朔将軍の印を受け、総兵官となり、宣府に駐屯した。1428年（宣徳3年）、軍衛にも州県のように風雲雷雨山川社稷の壇を立てるよう請願した。1431年（宣徳6年）、宣府の食糧が少ないことから、開平や独石のように商人を召し出して、塩の代わりに粟を納入させて兵の食糧を充足させるよう請願した。宣徳帝はこれを聞き入れた。1432年（宣徳7年）、宣徳帝は戸部の意見に従い、他所の衛軍から宣府に出向して防衛の任についている者を全て辺境の駐屯地に帰すことにした。譚広はこれに反対する意見を上奏した。
正統初年、オイラトのトゴンが明と通交関係を結んだものの、明の朝廷からはその向背が予測できなかったため、英宗は譚広や他鎮の総兵官の陳懐・李謙・王彧らに戦略を上申するよう求めた。譚広らは「辺境の敵の出没は予測不能なため、守りを固めるのが上策です。兵を分けて要害を押さえ、間を縫って精鋭に塞外を巡回させ、敵に遭遇すればその力量を測って守りの戦いをし、間諜に敵を偵察させ、軽装の兵で敵を追いかけます。敵が攻めてきても得るところはなく、去っては恐れられるようになれば、辺境の患難も少なくなるでしょう」と上奏し、英宗に聞き入れられた。1441年（正統6年）11月、敵を防御した功績により、永寧伯に封じられた。1443年（正統8年）、致仕を願い出たが、英宗に許可されなかった。1444年（正統9年）10月、宣府から北京に召還され、英宗の謁見を受け、常時出仕を免除された。この月のうちに死去した。享年は82。諡は襄毅といった。
世券を与えられていなかったことから、その子の譚序は永寧伯の爵位を継承せず、指揮使に任じられるにとどまった。